# 130
130（百三十、ひゃくさんじゅう）は自然数、また整数において、129の次で131の前の数である。

## 性質
- 130 は合成数であり、約数は 1, 2, 5, 10, 13, 26, 65 と 130 である。
  - 約数の和は252。
    - 約数の和が回文数になる11番目の数である。1つ前は98、次は146。(オンライン整数列大辞典の数列 A028980)
- 130 = 12 + 22 + 52 + 102
  - 130はその最初の4つの約数をそれぞれ2乗した数の和になる唯一の整数である。1つ前は1、次は1860。(オンライン整数列大辞典の数列 A185584)
    - 1860は最初の11個の約数の平方和が元の数になる。

  - 4つの平方数の和8通りで表せる最小の数である。次は138。(オンライン整数列大辞典の数列 A025364)
    - 4つの平方数の和 n 通りで表せる最小の数である。1つ前の7通りは135、次の9通りは162。(オンライン整数列大辞典の数列 A025416)

  - 10の約数の平方和である。
    - n = 2 のときの 1n + 2n + 5n + 10n の値とみたとき1つ前は18、次は1134。(オンライン整数列大辞典の数列 A034517)
    - n = 10 のときの n の約数の平方和とみたとき1つ前は91、次は122。(オンライン整数列大辞典の数列 A001157)
- 10番目の楔数である。1つ前は114、次は138。
- 130 = 32 + 112 = 72 + 92
  - 異なる2つの平方数の和で表せる39番目の数である。1つ前は125、次は136。(オンライン整数列大辞典の数列 A004431)
  - 2通りの平方数の和で表せる5番目の数である。1つ前は125、次は145。
  - 130 = 72 + 92
    - n = 2 のときの 7n + 9n の値とみたとき1つ前は16、次は1072。(オンライン整数列大辞典の数列 A074623)
- 1/130 = 0.0076923… (下線部は循環節で長さは6)
  - 逆数が循環小数になる数で循環節が6になる24番目の数である。1つ前は126、次は140。
- 1302 + 1 = 16901 であり、n2 + 1 の形で素数を生む25番目の数である。1つ前は126、次は134。
- 各位の和が4になる9番目の数である。1つ前は121、次は202。
- 130 = 13 + 13 + 43 + 43
  - 4つの正の数の立方数の和で表せる26番目の数である。1つ前は128、次は135。(オンライン整数列大辞典の数列 A003327)
- 130 = 53 + 5
  - n = 5 のときの n3 + n の値とみたとき1つ前は68、次は222。(オンライン整数列大辞典の数列 A034262)
- 130 = 27 + 2
  - n = 2 のときの n7 + n の値とみたとき1つ前は2、次は2190。(オンライン整数列大辞典の数列 A190578)

## その他 130 に関連すること
- 西暦130年
- 130Rは、鈴鹿サーキットにある有名な高速コーナー。また、そこから名をとった板尾創路とほんこん（蔵野孝洋）によるお笑いコンビ。
- 自動車のナンバープレートで、分類番号130は普通貨物車で希望番号を取得した車のうち、その一連指定番号を希望番号で取得した最初の29台（事業用は10台、レンタカーは1台）に付けられる分類番号である。
- 130系 - 130を形式に持つ鉄道車両。
- ロータス・エヴァイヤのコードネームはタイプ130。
- 年始から数えて130日目は5月10日、閏年は5月9日。
- 第130代ローマ教皇はヨハネス12世（在位：955年12月16日～964年5月14日）である。

## 関連事項
- 数の一覧
- 100 110 120 130 140 150 160 170 180 190
- 1月30日